# Comparação de programas de conversão raster para vetorial
As tabelas seguintes, comparam informação genérica e técnica, de alguns programas de conversão de imagens raster para vectorial (no Brasil, vetorial).

## Informação geral
|                  | Criador               | Lançamento | Última versão | Preço (Dólar americano)              | Licença               |
| ---------------- | --------------------- | ---------- | ------------- | ------------------------------------ | --------------------- |
| AutoTrace        | Martin Weber          | 1998       | 0.31.1        | gratuito                             | GPL                   |
| Easy Trace       | Easy Trace Group      | 1993       | 8.1           | $1180, $595 (actualização)           | Software proprietário |
| Freehand         | Macromedia            | 1988       | 11 (MX)       | $399, $99 (actualização)             | Software proprietário |
| Illustrator      | Adobe Systems         | 1985       | 12 (CS2)      | $499, $169 (actualização)            | Software proprietário |
| MagicTracer      | Elgorithms            | 2005       | 1.0           | $49                                  | Demoware              |
| potrace          | Peter Selinger        | 2001       | 1.7           | gratuito                             | GPL                   |
| R2V Toolkit      | AlgoLab               | ?          | 2.91          | $99                                  | Shareware             |
| Ras2Vec          | Davide Libenzi        | 1989       | 1.2           | gratuito                             | GPL                   |
| Raster to Vector | Raster to Vector      | ?          | 7.0           | $99                                  | Shareware             |
| RasterVect       | RasterVect            | 1997       | 10.2          | $79                                  | Shareware             |
| Scan2CAD         | Softcover Intn'l      | 1997       | 7.4a          | $279, $190 (actualização)            | Demoware              |
| Silhouette Pro   | Free Soft S.A.        | 1992       | 1.9.4         | $359                                 | Demoware              |
| VectorEZ         | Asteride Software SAS | 2025       | 1.0.2         | $22                                  | Software proprietário |
| WinTopo Freeware | SoftSoft              | 1998       | 1.5           | gratuito                             | Freeware              |
| WinTopo Pro      | SoftSoft              | 1999       | 2.52          | $385                                 | Demoware              |
| Xara Xtreme      | Xara Group Ltd.       | 1994       | 2.0e DL       | $79 em CD, $89 em caixa (empacotado) | Demoware              |
|                  | Criador               | Lançamento | Última versão | Preço (Dólar americano)              | Licença               |

## Sistemas operativos suportados
Esta tabela descreve os sistemas operativos em que os programas podem correr sem recurso a nenhum programa emulador:
|                  | Windows | Mac OS X | Unix |
| ---------------- | ------- | -------- | ---- |
| AutoTrace        | Sim     | Não      | Sim  |
| Easy Trace       | Sim     | Não      | Não  |
| Freehand         | Sim     | Sim      | Não  |
| Illustrator      | Sim     | Sim      | Não  |
| MagicTracer      | Sim     | Não      | Não  |
| potrace          | Sim     | Sim      | Sim  |
| R2V Toolkit      | Sim     | Não      | Não  |
| Ras2Vec          | Sim     | Não      | Não  |
| Raster to Vector | Sim     | Não      | Não  |
| RasterVect       | Sim     | Não      | Não  |
| Scan2CAD         | Sim     | Não      | Não  |
| Silhouette Pro   | Não     | Sim      | Não  |
| VectorEZ         | Sim     | Sim      | Não  |
| WinTopo          | Sim     | Não      | Não  |
| XaraXtreme       | Sim     | Não      | Sim  |
|                  | Windows | Mac OS X | Unix |

"Unix" inclui os sistemas operativos similares como o Linux e o BSD.

## Características básicas
|                  | Tamanho máximo da página | Ampliação máxima (zoom) | Limite de objectos por documento | Control point limit | Gestão de cores para impressão | Exportar no formato DXF | Suporte de scripting |
| ---------------- | ------------------------ | ----------------------- | -------------------------------- | ------------------- | ------------------------------ | ----------------------- | -------------------- |
| AutoTrace        | ?                        | N/A                     | ?                                | ?                   | ?                              | Sim                     | ?                    |
| Easy Trace       | ?                        | 12800x                  | ?                                | ?                   | Sim                            | Sim                     | Não                  |
| Freehand         | ?                        | 64x                     | ?                                | ?                   | Sim                            | Sim                     | Sim                  |
| Illustrator      | ?                        | 64x                     | ?                                | ?                   | Sim                            | Sim                     | Sim                  |
| MagicTracer      | ?                        | 12800x                  | ?                                | ?                   | Sim                            | Sim                     | Não                  |
| potrace          | ?                        | N/A                     | ?                                | ?                   | Não                            | Não                     | Não                  |
| R2V Toolkit      | ?                        | N/A                     | ?                                | ?                   | Não                            | Não                     | Não                  |
| Ras2Vec          | ?                        | ?                       | ?                                | ?                   | ?                              | ?                       | ?                    |
| Raster to Vector | ?                        | N/A                     | ?                                | ?                   | Não                            | Sim                     | Sim                  |
| RasterVect       | ?                        | sem limite              | ?                                | ?                   | Sim                            | Sim                     | Sim                  |
| Scan2CAD         | ?                        | ?                       | ?                                | ?                   | Sim                            | Sim                     | Sim                  |
| Silhouette Pro   | ?                        | 64x                     | ?                                | ?                   | Sim                            | Sim                     | Sim                  |
| WinTopo Freeware | ?                        | +/-32x                  | No limit                         | No limit            | Sim                            | Sim                     | Não                  |
| WinTopo Pro      | ?                        | +/-32x                  | sem limite                       | N/A                 | Sim                            | Sim                     | Sim                  |
|                  | Tamanho máximo da página | Ampliação máxima (zoom) | Limite de objectos por documento | Control point limit | Gestão de cores para impressão | Exportar no formato DXF | Suporte de scripting |

## Características deauto-tracing
|                  | Reconhecimento de curvas | Reconhecimento de círculos | Reconhecimento de arcos | Deteção de linhas ortogonais | Deteção de cantos (corner) | Ligações de linhas (line connection) |
| ---------------- | ------------------------ | -------------------------- | ----------------------- | ---------------------------- | -------------------------- | ------------------------------------ |
| AutoTrace        | Sim                      | ?                          | ?                       | ?                            | Sim                        | ?                                    |
| Easy Trace       | Sim                      | Sim                        | Sim                     | Sim                          | Sim                        | Sim                                  |
| Freehand         | Sim                      | Sim                        | Sim                     | Sim                          | Sim                        | Sim                                  |
| Illustrator      | Sim                      | Sim                        | Sim                     | Sim                          | Sim                        | Sim                                  |
| MagicTracer      | Sim                      | Sim                        | Sim                     | Sim                          | Sim                        | Sim                                  |
| potrace          | Sim                      | ?                          | ?                       | ?                            | Sim                        | ?                                    |
| R2V Toolkit      | Sim                      | Sim                        | Sim                     | Sim                          | Sim                        | Não                                  |
| Ras2Vec          | ?                        | ?                          | ?                       | ?                            | ?                          | ?                                    |
| Raster to Vector | Sim                      | Sim                        | Sim                     | Não                          | Sim                        | Não                                  |
| RasterVect       | Não                      | Sim                        | Sim                     | Sim                          | Não                        | Não                                  |
| Scan2CAD         | Sim                      | Sim                        | Sim                     | Sim                          | Sim                        | Sim                                  |
| Silhouette Pro   | Sim                      | Não                        | Não                     | Não                          | Sim                        | Sim                                  |
| WinTopo Freeware | Não                      | Não                        | Não                     | Não                          | Não                        | Sim                                  |
| WinTopo Pro      | Sim                      | Não                        | Sim                     | Não                          | Sim                        | Sim                                  |
|                  | Reconhecimento de curvas | Reconhecimento de círculos | Reconhecimento de arcos | Deteção de linhas ortogonais | Deteção de cantos (corner) | Ligações de linhas (line connection) |

## Características de ediçãoraster
|                  | Suporte a digitalizadores (no Brasil, escaner) | Esboço à mão-livre | Filtros raster | Alteração de profundidade de cor | Redimensionamento da imagem | Rodar | Cortar (crop) | Formas geométricas raster (raster shapes) |
| ---------------- | ---------------------------------------------- | ------------------ | -------------- | -------------------------------- | --------------------------- | ----- | ------------- | ----------------------------------------- |
| AutoTrace        | N/A                                            | N/A                | N/A            | N/A                              | N/A                         | N/A   | N/A           | N/A                                       |
| Easy Trace       | Sim                                            | Não                | Sim            | Sim                              | Sim                         | Sim   | Sim           | Sim                                       |
| Freehand         | Não                                            | Não                | Não            | Não                              | Sim                         | Sim   | Não           | Não                                       |
| Illustrator      | Não                                            | Não                | Não            | Não                              | Sim                         | Sim   | Não           | Não                                       |
| MagicTracer      | Sim                                            | Sim                | Sim            | Sim                              | Sim                         | Sim   | Sim           | Sim                                       |
| potrace          | N/A                                            | N/A                | N/A            | N/A                              | N/A                         | N/A   | N/A           | N/A                                       |
| R2V Toolkit      | Sim                                            | Não                | Sim            | Não                              | Não                         | Sim   | Sim           | Não                                       |
| Ras2Vec          | N/A                                            | N/A                | N/A            | N/A                              | N/A                         | N/A   | N/A           | N/A                                       |
| Raster to Vector | N/A                                            | N/A                | N/A            | N/A                              | N/A                         | N/A   | N/A           | N/A                                       |
| RasterVect       | Sim                                            | Sim                | Sim            | Sim                              | Sim                         | Sim   | Sim           | Não                                       |
| Scan2CAD         | Sim                                            | Não                | Sim            | Sim                              | Sim                         | Sim   | Sim           | Sim                                       |
| Silhouette Pro   | Sim                                            | Não                | Não            | Não                              | Sim                         | Sim   | Sim           | Não                                       |
| WinTopo Freeware | Não                                            | Sim                | Sim            | Não                              | Não                         | Sim   | Sim           | Não                                       |
| WinTopo Pro      | Sim                                            | Sim                | Sim            | Sim                              | Sim                         | Sim   | Sim           | Não                                       |
|                  | Suporte a digitalizadores (no Brasil, escaner) | Esboço à mão-livre | Filtros raster | Alteração de profundidade de cor | Redimensionamento da imagem | Rodar | Cortar (crop) | Formas geométricas raster (raster shapes) |

## Características de edição vectorial
|                  | Esboço à mão-livre | Preenchimento e tramas (Fills & hatch) | União de linhas vectoriais (vector combine) | Rodar e deslocar | Poli-linhas (Polylines) | Curvas Spline (Spline curves) | Cmd De Linhas para Curvas & vice-versa (Lines to curves cmd. & vice versa) | Formas geométricas vectoriais |
| ---------------- | ------------------ | -------------------------------------- | ------------------------------------------- | ---------------- | ----------------------- | ----------------------------- | -------------------------------------------------------------------------- | ----------------------------- |
| AutoTrace        | N/A                | N/A                                    | N/A                                         | N/A              | N/A                     | N/A                           | N/A                                                                        | N/A                           |
| Easy Trace       | Não                | Sim                                    | Sim                                         | Sim              | Sim                     | Sim                           | Não                                                                        | Sim                           |
| Freehand         | Sim                | Sim                                    | Sim                                         | Sim              | Sim                     | Sim                           | Não                                                                        | Sim                           |
| Illustrator      | Sim                | Sim                                    | Sim                                         | Sim              | Sim                     | Sim                           | Não                                                                        | Sim                           |
| MagicTracer      | Sim                | Sim                                    | Sim                                         | Sim              | Sim                     | Sim                           | Sim                                                                        | Sim                           |
| potrace          | N/A                | N/A                                    | N/A                                         | N/A              | N/A                     | N/A                           | N/A                                                                        | N/A                           |
| R2V Toolkit      | N/A                | N/A                                    | N/A                                         | N/A              | N/A                     | N/A                           | N/A                                                                        | N/A                           |
| Ras2Vec          | N/A                | N/A                                    | N/A                                         | N/A              | N/A                     | N/A                           | N/A                                                                        | N/A                           |
| Raster to Vector | N/A                | N/A                                    | N/A                                         | N/A              | N/A                     | N/A                           | N/A                                                                        | N/A                           |
| RasterVect       | Não                | Não                                    | Não                                         | Sim              | Sim                     | Não                           | Não                                                                        | Sim                           |
| Scan2CAD         | Não                | Não                                    | Sim                                         | Sim              | Sim                     | Sim                           | Sim                                                                        | Não                           |
| Silhouette Pro   | Não                | Sim                                    | Sim                                         | Sim              | Sim                     | Sim                           | Sim                                                                        | Não                           |
| WinTopo Freeware | Não                | Não                                    | Não                                         | Não              | Sim                     | Sim                           | Não                                                                        | Não                           |
| WinTopo Pro      | Sim                | Não                                    | Sim                                         | Sim              | Sim                     | Sim                           | Não                                                                        | Sim                           |
|                  | Esboço à mão-livre | Preenchimento e tramas (Fills & hatch) | União de linhas vectoriais (vector combine) | Rodar e deslocar | Poli-linhas (Polylines) | Curvas Spline (Spline curves) | Cmd De Linhas para Curvas & vice-versa (Lines to curves cmd. & vice versa) | Formas geométricas vectoriais |